# 滨岛裕英
滨岛裕英（日语：浜島 裕英，1952年12月13日—），日本赛车工程师，解说员。出生于东京都，毕业于东京农工大学。曾长期在普利司通担任赛车轮胎开发工作，并以轮胎供应商身份活跃于F1。

## 经历
1977年进入普利司通，经历基础技术工作及民用车轮胎开发等职后，担任赛车轮胎（印第賽車、F2等）开发工作。普利司通自1997年至2010年间为F1轮胎供应商，滨岛也全程参与，作为普利司通的总指挥而被外界熟知。
2012年滨岛自普利司通退休，他宣布与法拉利车队签约，成为法拉利技术部门的轮胎开发主管。2014年随着车队内的人事变动，滨岛离职。
2016年加入日本的CERUMO车队，担任SUPER GT和超级方程式两项赛事的车队总领队。2019年离任。同年加入中嶋悟的NAKAJIMA RACING车队。
滨岛还在富士电视台担任F1节目的解说嘉宾。

## 著作
- 《世界最快的F1轮胎－普利司通工程师的战斗》（世界最速のF1タイヤ - ブリヂストン・エンジニアの闘い） 2005年
- 《F1战略的方程式－世界制霸普利司通的轮胎》（F1戦略の方程式 - 世界を制したブリヂストンのF1タイヤ） 2011年